# Autarkia (ekonomia)
Autarkia (od gr. autarkeia) – samowystarczalność gospodarcza. Cecha gospodarki lub cel polityki gospodarczej, prowadzonej przez państwo lub grupę państw, dążące do zaspokojenia wszelkich potrzeb gospodarki, zarówno konsumpcyjnych, jak i produkcyjnych, w ramach własnych możliwości i niebrania udziału w handlu zagranicznym.
Autarkia najczęściej występuje w okresach kryzysów gospodarczych, np. w okresie międzywojennym w USA, Austrii, Czechosłowacji i we Włoszech (miała wówczas na celu zapewnienie niezależności od zjawisk koniunkturalnych na świecie). Politykę samowystarczalności gospodarczej stosowano również w czasach prowadzenia wojen (Niemcy, Włochy, Japonia) czy z uwagi na system upaństwowionej gospodarki o priorytetach zbrojeniowych (ZSRR od 1929, kraje satelickie ZSRR 1948–1989, Chińska Republika Ludowa, Korea Północna, Demokratyczna Republika Wietnamu). Niekiedy może być ona narzucona przez izolację danego kraju ze strony partnerów zagranicznych (np. przez embargo – Kuba).
Wdrożenie autarkii, czyli kompletny brak eksportu i importu, jest bardzo trudne. Żadne państwo nie jest w stanie wytwarzać wszystkich potrzebnych produktów, na które popyt zgłaszają jego obywatele, w konkurencyjnych cenach. Natomiast w niektórych państwach zaobserwować można tendencje autarkiczne, których celem jest dążenie do zapewnienia sobie możliwie najwyższego stopnia samowystarczalności jako podstawy ekspansji ekonomicznej, politycznej i militarnej.
Do głównych cech takiej polityki zaliczyć należy:
- rozwój bazy surowcowej,
- rozwój przemysłu zbrojeniowego,
- gromadzenie surowców energetycznych,
- zanik importu przy jednoczesnej próbie wzrostu eksportu.

Polityka, która dąży do maksymalnej niezależności gospodarczej. Autarkia gospodarcza wykazuje antagonizm z międzynarodowym podziałem pracy; jej następstwem jest hamowanie do minimum handlu zagranicznego; w zakresie importu występują tylko towary, których wytwarzanie nie jest możliwe, a natężenie eksportu dostosowane jest do warunków należności za import. W takich okolicznościach wytwarzane są towary, których nakłady na produkcję w danym kraju są tak wysokie, że lepszą możliwością byłoby sprowadzenie z zagranicy. Równolegle nie należy wytwarzać na eksport towarów, których koszty produkcji w danym kraju są adekwatnie niskie. Brak korzyści z międzynarodowego podziału pracy powoduje nienaturalne wykluczenie gospodarki danego kraju. Na politykę autarkii gospodarczej mogą pozwolić sobie kraje zasobne w bogactwa naturalne, najczęściej w sporadycznych przypadkach ze względów politycznych.

## Historia
W starożytności taki rodzaj polityki wynikał z faktu, że istniało dużo małych państw, które rywalizowały o hegemonię. Gdy miało miejsce łączenie się w większe struktury, autarkia była kontynuowana jako izolacjonizm, czego najlepszym przykładem może być budowa Muru Chińskiego. Kolejnym przykładem jest Japonia, która do lat 50. XIX wieku całkowicie izolowała się od reszty świata. Sytuacja zmieniła się po restauracji Meiji.
W XX w. autarkia stała się nową zasadą polityczną wykorzystywaną do walki o hegemonię na arenie międzynarodowej. Stała się ona zwłaszcza istotna dla Niemiec, które dążyły do zdobycia silnej pozycji międzynarodowej na początku XX w. Przed I wojną światową była ona stosowana, aby zapewnić pełną niezależność w sferze wojskowej. Na szerszą skalę autarkia stosowana była w okresie międzywojennym. Związek Radziecki budujący komunizm, który był nie do zaakceptowania dla reszty świata, zdecydował się na autarkię gospodarczą.
W Związku Radzieckim punkt ciężkości spoczął na nacjonalizacji i kolektywizacji gospodarki, przy jednoczesnym zmniejszeniu sfery konsumpcji do minimum. Autarkia w Związku Radzieckim była też zależna od sytuacji międzynarodowej, gdyż liczne państwa, zwłaszcza zachodnioeuropejskie, chciały uregulować kwestię wierzytelności i majątków, jakie pozostały w byłej carskiej Rosji. Związek Radziecki nie regulując tych żądań nie mógł nawiązać z państwami Zachodu stosunków gospodarczych.
W latach 30. polityka ta została wprowadzona przez Niemcy, Japonię i Włochy w związku z przygotowaniami do wojny. Państwa te postanowiły ograniczyć do minimum handel zagraniczny, zaś importowały tylko te towary, których nie można było wytworzyć w danym kraju. Polityka ta powodowała, że nie wytwarzano towarów na eksport, których koszty produkcji w danym kraju były relatywnie niższe.

## Powody tendencji autarkicznych
Tendencje autarkiczne znajdują uzasadnienie polityczne i militarne. Dla rozwoju autonomicznego nie ma bowiem żadnego rozsądnego wytłumaczenia o charakterze ekonomicznym (czego przykładem może być organizacja RWPG, której członkiem była również Polska), gdzie takie tendencje pojawiły się w związku z występowaniem różnorodnych przyczyn o charakterze wewnętrznym (zależnym od tych krajów) i o charakterze zewnętrznym (niezależnym od nich). W przyczynach wewnętrznych znaczenie podstawowe miała obowiązująca do przełomu lat 80. i 90. koncepcja rozwoju gospodarczego, zgodnie z którą gospodarkę planową łączono z gospodarką rozwijaną wszechstronnie. Ważną rolę odgrywały tu też czynniki zewnętrzne, w tym szczególnie konsekwencje zimnej wojny, kiedy to większość rozwiniętych gospodarczo krajów kapitalistycznych nałożyła embargo na dostawy do krajów byłej RWPG wielu wyrobów niezbędnych w procesie ich rozwoju gospodarczego.
Współczesny świat, na który wpływ ma wiele czynników (w tym głównie ekonomicznych, politycznych i militarnych) odchodzi od autarkii. Jedną z cech charakterystycznych dla współczesnej gospodarki jest pogłębienie się regionalnej integracji gospodarczo-ekonomicznej. Procesy owe stanowią zaprzeczenie dążeniom autarkicznym.